# Philopona
Philopona is een geslacht van kevers uit de familie bladkevers (Chrysomelidae).
De wetenschappelijke naam van het geslacht werd in 1903 gepubliceerd door Julius Weise.

## Soorten
- Philopona indica Medvedev, 2001
- Philopona zangana Chen, 1987